# Йонний обмін
Йонний обмін (рос. ионный обмен, англ. ion exchange) —

Йонний обмін

- 1. Процес обміну йонами, наприклад між розчином та йонообмінником.
- 2. У хімії поверхні — процес, при якому адсорбція одного чи кількох йонних молекулярних частинок супроводиться одночасною десорбцією одного або кількох інших йонів.
- 3. Метод виділення йонів з розчину шляхом оборотного зв'язування їх на смолах (іонітах), що мають заряджені частинки на своїй поверхні. Іоніти використовуються для очистки води від йонів металів.
- 4. У хімії води — синонім дейонізації. Процес, при якому нешкідливі в даній системі йони, зв'язані з йонообмінною смолою, обмінюються на небажані йони розчину. Типовим прикладом є обмін катіонів на водневий іон та аніонів на гідроксильний іон.
- 5.У фармацевтиці - оборотний процес обміну іонами між двома контактуючими фазами. [1]

## Використання
Іонний обмін застосовують для:
1. Одержання пом’якшеної і знесоленої води, рідких, кольорових і благородних металів із руд;
2. Для розподілу компонентів складних сумішей в хроматографії;
3. У харчовій промисловості використовують для виробництва цукру,
4. Для очищення стічних вод, а також повітря;
5. У фармацевтичній промисловості -  для одержання різних лікарських препаратів, зокрема антибіотиків.
6. Сорбційними методами видаляють токсичні речовини з організму. Крізь шар сорбенту пропускають кров, плазму крові, лімфу. Відповідно ці процеси називають гемо-, плазмо- і лімфоперфузією.